# Anemia imbricata
Anemia imbricata är en ormbunkeart som beskrevs av Sturm. Anemia imbricata ingår i släktet Anemia och familjen Anemiaceae. Inga underarter finns listade.